# پترولئوس پاراگوئه
پترولئوس پاراگوئه (اسپانیایی: Petróleos Paraguayos‎) شرکت دولتی نفت و گاز پاراگوئه است، که در سال ۱۹۸۱ تأسیس شد.